# Беюкага Мірзазаде
Беюкага Мешаді огли Мірзазаде (азерб. Böyükağa Məşədi oğlu Mirzəzadə; *21 лютого 1921, Баку, Азербайджанська РСР — †3 листопада 2007, Баку, Азербайджанська Республіка) — азербайджанський художник, народний художник Азербайджану (1967).

## Біографія
У 1939 році Беюкага Мірзазаде закінчив Бакинський художній технікум, де одним з його вчителів був Азім Азімзаде. У 1940 році Мірзазаде поступив в Московський художній інститут, але не зміг закінчити своє навчання через що почалася німецько-радянська війна. У наступні роки Беюкага Мірзазаде навчався в Азербайджанському державному університеті культури і мистецтва. Після закінчення освіти він працював викладачем в Бакинському художньому технікумі, а також художником. Мірзазаде був завідувач кафедри в Азербайджанському державному університеті культури і мистецтва, і професором Азербайджанської Художньої Акакдеміі.
Твори художника зберігаються та експонуються в Азербайджанському державному музеї мистецтв у музеї Азербайджанської літератури імені Нізамі Гянджеві і в Бакінському музеї сучасного мистецтва. Беюкага Мірзазаде зарекомендував себе як прекрасний театральний художник, він автор сценічного оформлення для 20 вистав. Мірзазаде був лауреатом державної премії Азербайджанської республіки. Художник неодноразово виставлявся в радянському союзі і за його межами.